# Панин, Григорий Валерьевич
Григо́рий Вале́рьевич Па́нин (род. 24 ноября 1985, Караганда, Казахстан) — хоккеист, защитник и капитан клуба КХЛ «Салават Юлаев».
Сын хоккеиста и тренера Валерия Панина.
Занимает первое место в истории КХЛ по количеству штрафных минут — 1413. Активно ведёт аккаунты в социальных сетях, по итогам сезона 2020/21 получил приз КХЛ за лучшее ведение социальных сетей.

## Статистика
| Легенда | Легенда                    | Легенда | Легенда                   | Легенда | Легенда    |
| ------- | -------------------------- | ------- | ------------------------- | ------- | ---------- |
| И       | Количество проведённых игр | Штр     | Штрафное время            | +/−     | Плюс-минус |
| Г       | Голы                       | П       | Голевые передачи          | О       | Очки       |
| -       | Статистика неизвестна      | —       | Статистика не учитывалась |         |            |

## Достижения
- Чемпион России (2014/15) в составе московского ЦСКА[2]
- Обладатель Кубка Гагарина КХЛ (2008/09) в составе казанского «Ак Барса»
- Обладатель Кубка Гагарина КХЛ (2009/10) в составе казанского «Ак Барса»
- Обладатель Континентального Кубка (2008 г.)
- Бронзовый призёр чемпионата КХЛ (2018/19) в составе уфимского «Салавата Юлаева»
- Серебряный призёр чемпионата мира среди молодежи (2005 г.)
- Серебряный призёр чемпионата России (2005 г.)
- Бронзовый призёр чемпионата КХЛ (2024/25) в составе уфимского «Салавата Юлаева»

## Личная жизнь
Женат первым браком на Регине Паниной (Насыровой) 1989 г.р. В этом браке родились два сына Марк и Платон. В октябре 2009 года его супруга стала виновницей тяжкого ДТП, в котором погибло два человека. В августе 2011 года Панина была приговорена всего лишь к 4 годам колонии-поселения с отсрочкой приговора на 14 лет в связи с недавним рождением сына Марка .
В начале декабря 2017 года СМИ сообщили о романе Панина с певицей Викторией Дайнеко. Однако Панин и Дайнеко опровергли эту информацию в своих блогах.
Летом 2022 года Панин снова женился, жена Александра. 28 сентября 2023 года родилась дочь.

## Дисквалификации
Из-за жёсткого стиля игры Панин несколько раз получал дисквалификации, в связи с чем пропустил в общей сложности не менее 38 игр чемпионата КХЛ
- В октябре 2013 года был дисквалифицирован на 11 матчей за грубость против игрока «Медвешчака» Мэтта Мерли[8].
- В марте 2017 года в одной смене атаковал двух игроков «Локомотива» и в итоге получил дисквалификацию на 8 матчей[9].
- В октябре 2017 года нарушил правила против форварда «СКА» Николая Прохорокина и был наказан дисквалификацией на 4 встречи[10].
- В марте 2019 года пропустил 2 игры после атаки в область головы и шеи игрока «Автомобилиста» Евгения Чесалина[11].
- В декабре 2019 года получил дисквалификацию на 2 матча за толчок на борт форварда «Трактора» Александра Авцина[12].
- В январе 2020 года был дисквалифицирован на 4 игры за удар в колено защитника рижского «Динамо» Мэтью Майоне[13].
- В марте 2020 года был наказан 3 матчами дисквалификации за нарушение против нападающего «Авангарда» Дениса Зернова[14].
- В октябре 2020 года получил 1-матчевую дисквалификацию за силовой прием против Сергея Шумакова из «Авангарда»[15]
- В марте 2022 года получил дисквалификацию на 3 игры за атаку в область головы и шеи нападающего «Трактора» Лукаша Седлака[16].